# Szerhij Vjacseszlavovics Derevjancsenko
Szerhij Vjacseszlavovics Derevjancsenko (ukránul: Сергій Вячеславович Деревянченко; 1985. október 31.) ukrán amatőr ökölvívó.

## Eredményei
- 2007-ben bronzérmes a világbajnokságon középsúlyban, az elődöntőben a későbbi bajnok orosz Matvej Korobovtól szenvedett vereséget.